# Yoann Tiberio

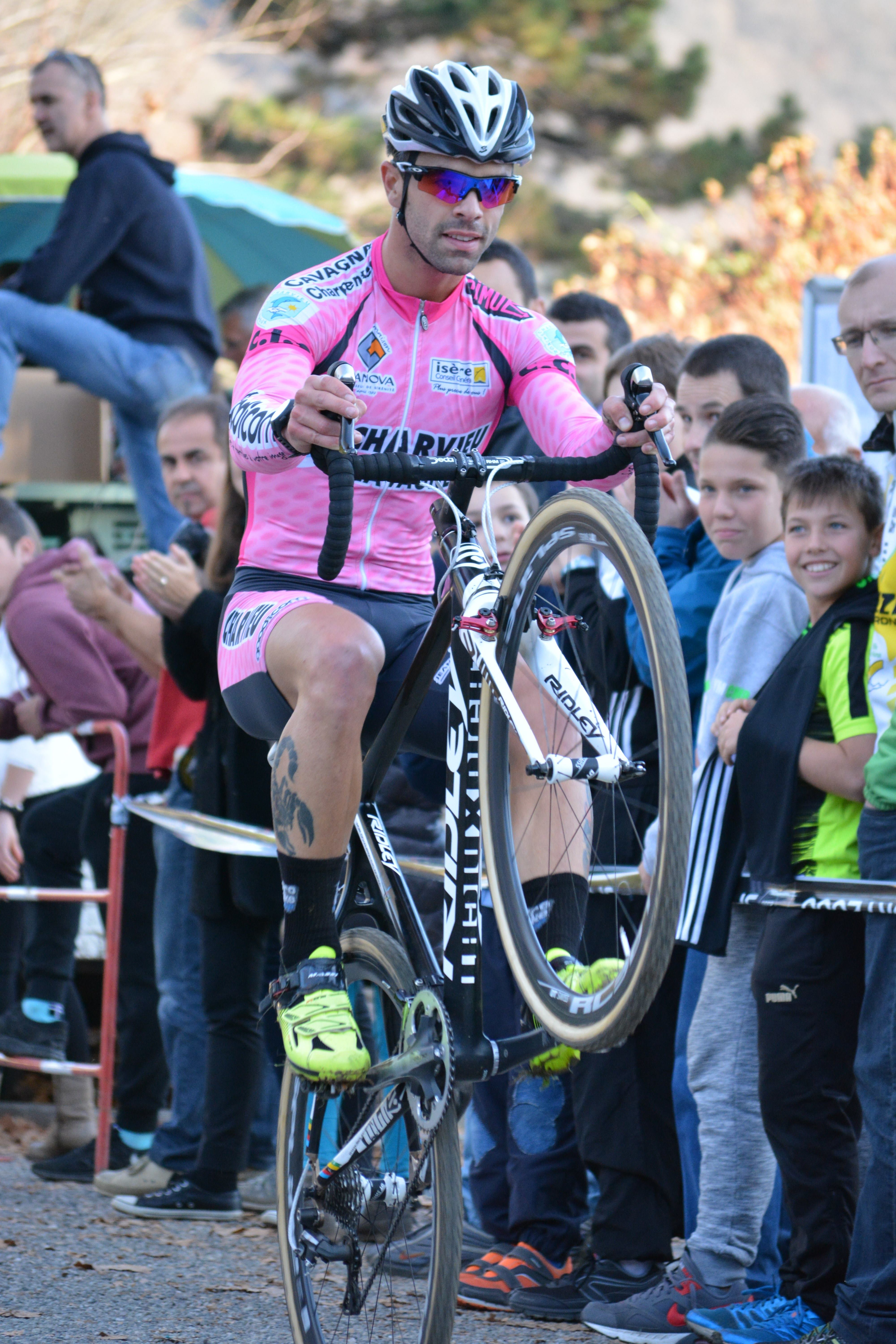
Yoann Tiberio in 2015.

Yoann Tiberio (Cavaillon, 16 november 1986) is een Frans motorcoureur en wielrenner.

## Carrière
Tiberio maakte zijn motorsportdebuut in 1999 en won dat jaar de Franse supermotard-titel in de 125 cc-klasse. In 2001 werd hij derde in het Franse 125 cc-kampioenschap in de wegrace, en in 2002 eindigde hij als achtste in het Spaanse 125 cc-kampioenschap. Dat jaar debuteerde hij ook in de 125 cc-klasse van het wereldkampioenschap wegrace als wildcardcoureur in zijn thuisrace op een Honda; hij eindigde de race op plaats 25.
In 2003 stapte Tiberio over naar het Frans kampioenschap Supersport, waarin hij twee seizoenen doorbracht. In 2003 debuteerde hij tevens in het wereldkampioenschap Supersport als wildcardcoureur op een Honda in de race op Magny-Cours, maar kwam hierin niet aan de finish. In 2004 reed hij wederom twee wildcardraces in het WK, ditmaal op een Yamaha, op Brands Hatch en Magny-Cours, maar wist opnieuw niet te finishen. In 2005 reed hij in het European Superstock 600 Championship op een Honda. Hij won vier races op het Circuit Ricardo Tormo Valencia, het Automotodrom Brno, het Autodromo Enzo e Dino Ferrari en het Circuit Magny-Cours en werd in vier andere races tweede. Met 180 punten werd hij tweede in het klassement, op acht punten achterstand van Claudio Corti.
In 2006 reed Tiberio zijn eerste volledige seizoen in het WK Supersport op een Honda. Hij behaalde zijn eerste overwinning op Monza en hij werd met 80 punten zevende in het kampioenschap. In 2007 begon hij het seizoen in deze klasse en waren twee zevende plaatsen op Donington en Monza zijn beste resultaten. Na acht races verliet hij de klasse om dat jaar nog over te stappen naar het wereldkampioenschap superbike, waarin hij in de laatste drie raceweekenden uitkwam als vervanger van Josh Brookes. In deze races was een tiende plaats op Magny-Cours zijn beste resultaat.
In 2008 stapte Tiberio over naar de FIM Superstock 1000 Cup, waarin hij op een Kawasaki reed. Een tiende plaats op de Nürburgring was dat jaar zijn beste resultaat en hij eindigde met 9 punten op plaats 26 in het klassement. Dit was zijn laatste seizoen als motorcoureur en vanaf 2010 stapte hij over naar de wielersport.